# Cousteauvia kustovia
Cousteauvia kustovia — викопний вид гусеподібних птахів нез'ясованого систематичного положення. Вид існував у пізньому еоцені в Азії. Скам'янілі рештки фрагментарних кінцівок знайдено у відкладеннях формації Кусто на сході Казахстану.

## Назва
Рід Cousteauvia названо на честь дослідника океану та видатного дайвера Жака-Іва Кусто (1910—1997), вказуючи на те, що птах є найстарішим із відомих (і, мабуть, першим еволюціонувавшим) пірнаючим птахом з групи базальних гусеподібних. Видова назва kustovia походить від типового місцезнаходження — формації Кусто, чия назва, в свою чергу, походить від річки Кусто.